# Ghiacciaio Asimut
Il ghiacciaio Asimut (letteralmente, in norvegese: azimuth) è un corto e ripido ghiacciaio situato sulla costa della Principessa Astrid, nella Terra della Regina Maud, in Antartide. Il ghiacciaio, il cui punto più alto si trova a circa 1400 m s.l.m., fluisce dapprima verso sud-est e poi verso nord-est discendendo tra le cime Solhogdene e la dorsale Skuggekammen, nella parte orientale dei monti Gruber, una catena montuosa facente parte dei monti Wohlthat, fino a unire il proprio flusso a quello del ghiacciaio Vangengeym.

## Storia
Il ghiacciaio Asimut è stato mappato per la prima volta grazie a fotografie aeree scattate nel corso della spedizione Nuova Svevia, 1938-39, ed è stato poi più dettagliatamente delineato grazie a immagini aeree ottenute nel corso della sesta spedizione antartica norvegese, 1956-60, spedizione che lo ha anche battezzato con il suo attuale nome.